# Juan Ruano Corrionero
Juan Ruano y Corrionero (1618-1703) fue un arzobispo católico español, conocido en Italia como Giovanni Ruano y Giovanni Roano.

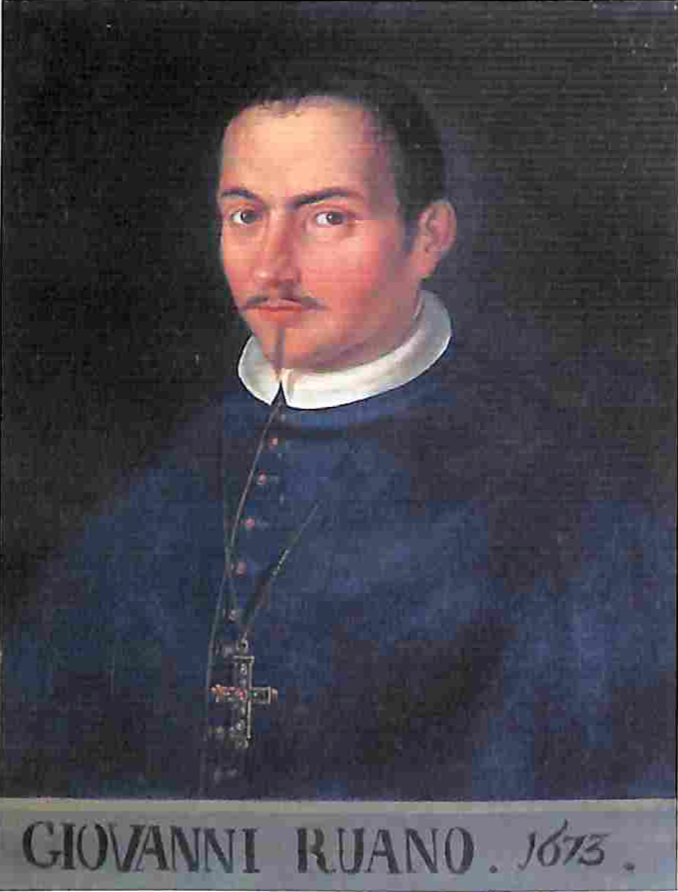
Juan Ruano, pintura

## Biografía

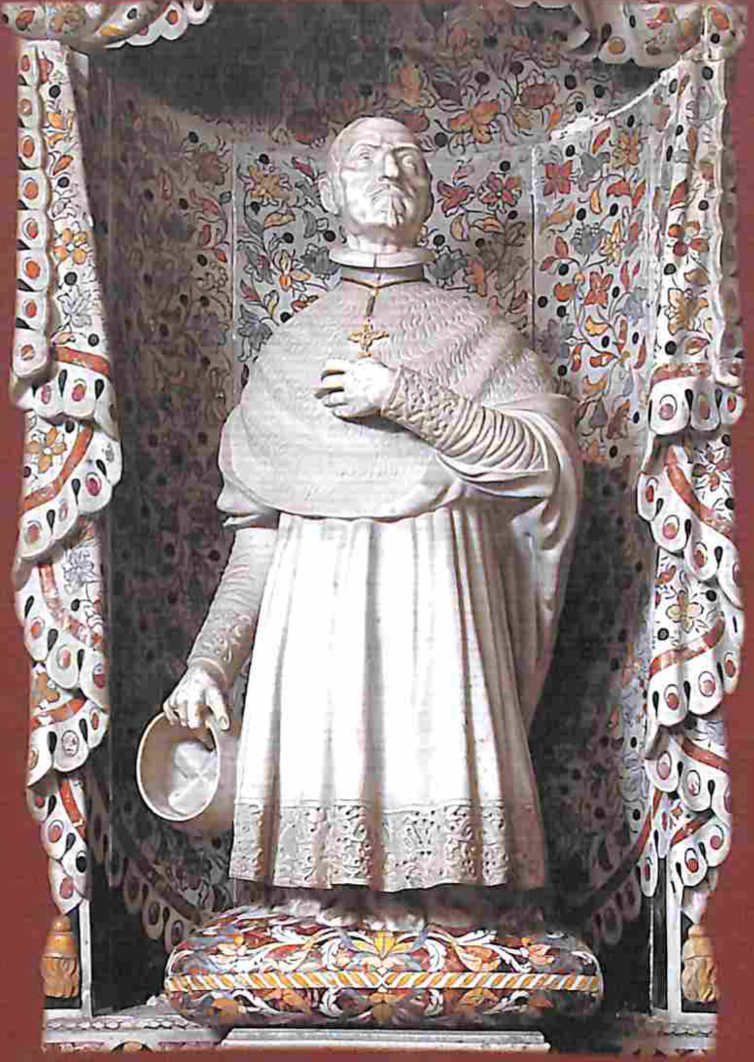
Arzobispo Juan Ruano, capilla del crucifijo, catedral de Monreale (Giovanni Roano, Cappella del Crocifisso, duomo di Monreale)

Nació en Villares, actualmente Villares de la Reina, entonces en la Diócesis de Salamanca en España, el día 27 de diciembre de 1618. Doctor en Teología y Derecho, fue nombrado obispo de Cefalù (Sicilia) por el Papa Alejandro VII el 16 de febrero de 1660. Promovió la secularización del capítulo de la catedral que obtuvo, con el consentimiento del Rey Carlos II, en su calidad de Rey de Sicilia, por bula del 22 de septiembre de 1671 del Papa Clemente X. El 27 de noviembre de 1673 el mismo Papa lo promovió a la sede del Arzobispo de Monreale (Sicilia), de la que tomó posesión el 6 de enero de 1674. Murió en Monreale el 4 de julio de 1703.
Como prelado hispano en Sicilia fue obispo de las diócesis de Cefalú (1660-1673) y arzobispo de Monreale (1673-1703). Entre sus antepasados figuran ilustres caballeros como Diego de Ruano, comandante de una de las compañías que mandó Felipe II contra Inglaterra y los eclesiásticos Antonio Corrionero (1476-1570) obispo de Almería entre 1557 y 1570, participante en el Concilio de Trento, Francisco Corrionero Primo, inquisidor general de Sicilia a finales del XVI y su tío Antonio Corrionero, regente (presidente) de la Audiencia de Sevilla y obispo de Canarias en 1614 y de Salamanca en 1621.
Después de cursar estudios en la Universidad de Salamanca, Juan Ruano pasó al célebre Colegio de Santa Cruz de Valladolid. Donde ingresó en 1647 y donde obtuvo las cátedras de Durando, Prima de filosofía y escritura. Llegó a ocupar el puesto de rector en 1659, cuando se le designó para la diócesis de Cefalú, donde llegó en 1661.
Juan Ruano fue una de las dignidades eclesiásticas de más larga y continuada trayectoria al frente de la iglesia de Sicilia del siglo XVI. Cuando Juan Ruano resultó electo obispo de Cefalú, inició una brillante carrera eclesiástica a través de la cual desarrolló un importante papel en la política y también en las artes.
El arzobispo español dejó para la posterioridad uno de los lugares más visitados de la catedral de Monreale: hizo construir la "Capilla del Santísimo Crucifijo" para albergar el crucifijo de madera que, según una antigua tradición, relatada por Ottavio Gaetani e informada por Can. Millunzi, fue un regalo de Guillermo II. Ver vídeo La Cappella Roano nel Duomo di Monreale

El crucifijo, obra de considerable valor artístico e histórico, data del siglo XV y está colocado en un nicho flanqueado por dos columnas retorcidas. La imagen está clavada en el árbol de Jesé o árbol genealógico de Cristo a partir de Jesé, padre del rey David. El árbol se origina en el lado del rey de Judá y sus ramas presentan a los otros reyes progenitores de Jesús. En la parte superior está la figura de la virgen. La obra se erige como un ejemplo tardío de la corriente gótica internacional de derivación nórdica, pero también presente de forma diversa en Sicilia a través de los españoles a lo largo de los siglos XV y XVI.

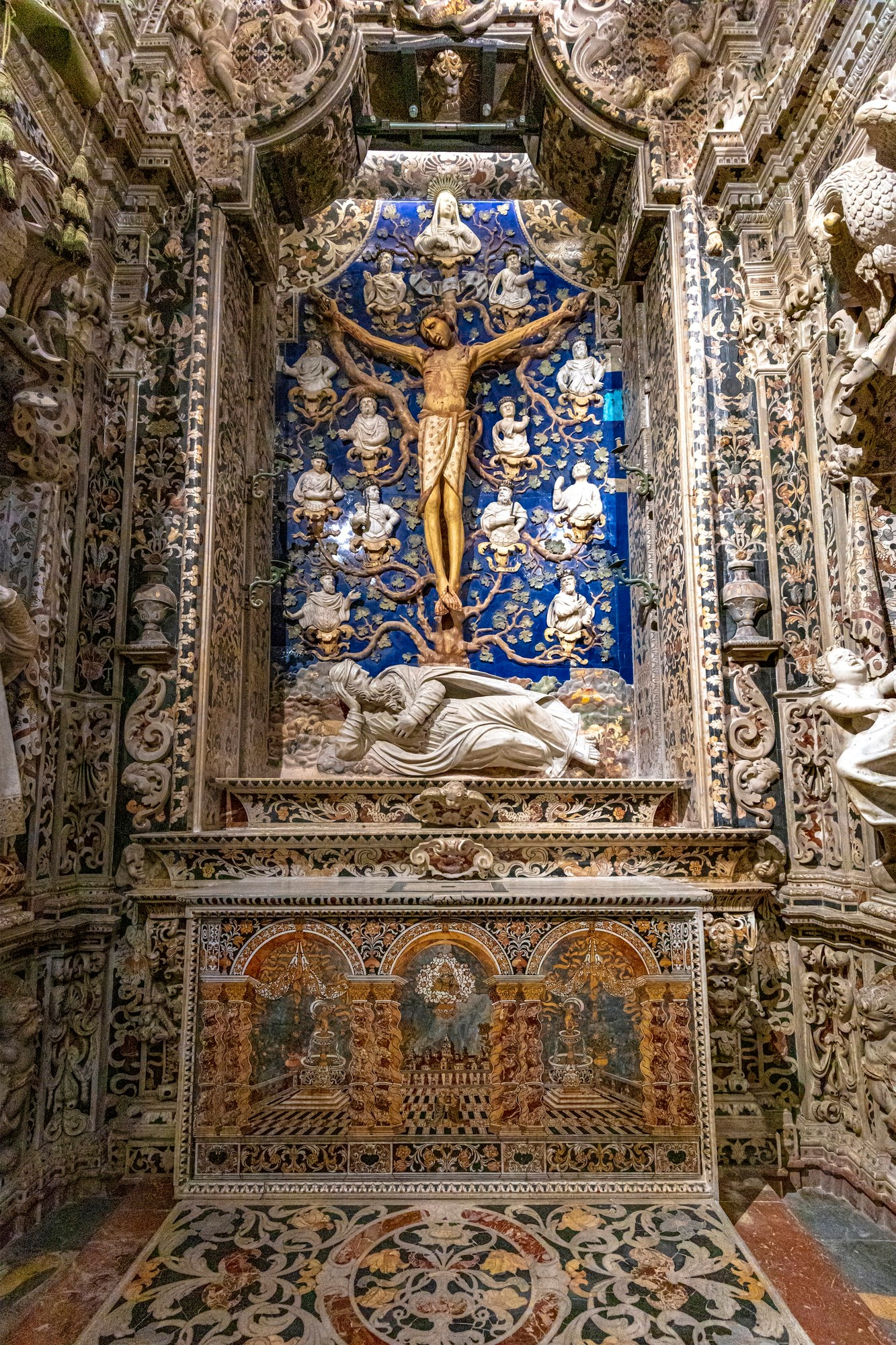
Detalle Capilla del Crucifijo, 1686

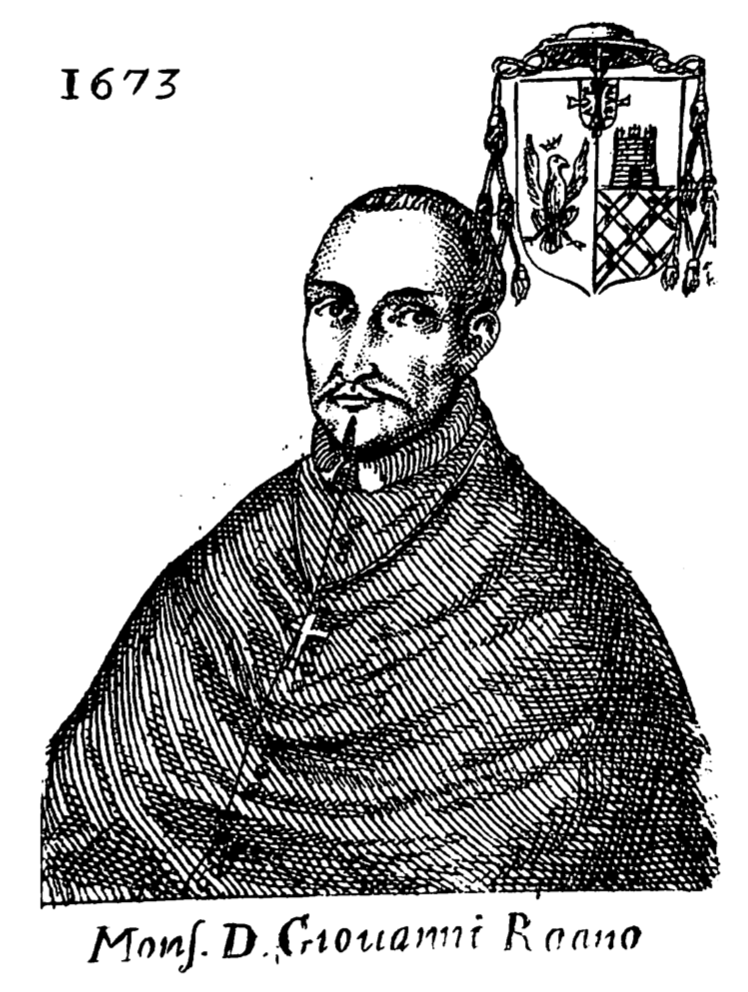
Juan Ruano, dibujo